# Ananteris terueli
Espèce
Ananteris terueli est une espèce de scorpions de la famille des Ananteridae.

## Distribution
Cette espèce est endémique du département de La Paz en Bolivie. Elle se rencontre vers San Buenaventura.

## Description
Le mâle holotype mesure 20 mm et la femelle paratype 30 mm, les mâles mesurent de 19 à 22 mm et les femelles de 29 à 32 mm.

## Systématique et taxinomie
Cette espèce a été décrite par Kovařík en 2006.

## Étymologie
Cette espèce est nommée en l'honneur de Rolando Teruel.

## Publication originale
- Kovařík, 2006 : « Nový druh štíra Ananteris terueli sp. n. v teráriu. » Akva Tera Forum, vol. 10, p. 60-63 (texte intégral) (cs).